# Born Into the '90s
Born Into the '90s är ett musikalbum av R. Kelly och Public Announcement. Det är både R. Kellys och Public Announcement första album och skivan innehåller bland annat hit-låtarna Honey Love och She's Got That Vibe.

## Låtlista
Alla låtar skrivna av R. Kelly.
| Nr  | Titel                                                     | Kompositör                                                                           | Producer(s)                       | Längd |
| --- | --------------------------------------------------------- | ------------------------------------------------------------------------------------ | --------------------------------- | ----- |
| 1.  | She's Loving Me                                           | R. Kelly, Tyrone Blatcher, Michael Jefferson                                         | R. Kelly                          | 3:38  |
| 2.  | She's Got That Vibe                                       | R. Kelly, Barry Hankerson                                                            | R. Kelly                          | 4:37  |
| 3.  | Definition Of A Hotti                                     | R. Kelly                                                                             | R. Kelly                          | 4:21  |
| 4.  | I Know What You Need                                      | R. Kelly                                                                             | R. Kelly                          | 3:29  |
| 5.  | Keep It Street                                            | R. Kelly                                                                             | R. Kelly                          | 3:57  |
| 6.  | Born Into The 90's                                        | R. Kelly, Karen Evans, Patrice Rushen                                                | R. Kelly                          | 4:41  |
| 7.  | Slow Dance (Hey Mr. DJ)                                   | R. Kelly, Tyrone Blatcher, Michael Jefferson                                         | R. Kelly                          | 5:03  |
| 8.  | Dedicated                                                 | R. Kelly                                                                             | R. Kelly                          | 4:40  |
| 9.  | Honey Love                                                | R. Kelly                                                                             | R. Kelly                          | 5:04  |
| 10. | Hangin' Out                                               | R. Kelly                                                                             | R. Kelly                          | 4:07  |
| 11. | Hey Love (Can I Have a Word) (Mr. Lee featuring R. Kelly) | R. Kelly, Morris Broadnax, Lee Haggard, Clarence Paul, Wayne Williams, Stevie Wonder | Mr. Lee, Wayne Williams, R. Kelly | 3:19  |